# Msuata buettneri
 Msuata buettneri  O.Hoffm., 1893 è una piante angiosperma dicotiledone della famiglia delle Asteraceae. Msuata buettneri  è anche l'unica specie del genere Msuata O.Hoffm., 1893.

## Etimologia
Il nome scientifico della specie è stato definito per la prima volta dal botanico Karl August Otto Hoffmann (1853-1909) nella pubblicazione " Naturlichen Pflanzenfamilien" (Nat. Pflanzenfam. [Engler & Prantl] 4(5): 388 )del 1893. Il nome scientifico del genere è stato definito contemporaneamente alla sua unica specie dallo stesso botanico.

## Descrizione
Msuata buettneri è subarbustiva. La pubescenza è formata da peli simmetrici a forma di "T". Gli organi interni di queste piante contengono lattoni sesquiterpenici.
In genere sono presenti sia foglie basali che cauline. Le foglie lungo il caule normalmente sono a disposizione alternata. Quelle basali (se presenti) spesso formano delle rosette; quelle cauline sono picciolate. La forma della lamina (semplice o segmentata) è strettamente lanceolata. I bordi possono essere continui o dentati. La superficie superiore è verde, quella inferiore è più scura. Le venature in genere sono pennate. Le stipole sono assenti.
Le infiorescenze sono composte da capolini terminali. I capolini, brevemente peduncolati, discoidi di tipo omogamo, sono formati da un involucro persistente a forma emisferica composto da brattee (o squame) all'interno delle quali un ricettacolo fa da base ai fiori tubulosi. Le brattee, da 16 a 20, sono disposte in due serie in modo embricato e scalato ed hanno delle forme da lineari a lanceolate; i bordi sono dentati; il colore è più o meno verde. Il ricettacolo, a forma piatta o più o meno conica, può essere privo o no di pagliette.
I fiori, circa 26, sono tetra-ciclici (ossia sono presenti 4 verticilli: calice – corolla – androceo – gineceo) e pentameri (ogni verticillo ha 5 elementi). I fiori sono tubulosi (actinomorfi), ermafroditi (bisessuali) e fertili.
- Formula fiorale:

*/x K {\displaystyle \infty }, [C (5), A (5)], G 2 (infero), achenio
- Calice: i sepali del calice sono ridotti ad una coroncina di squame.
- Corolla: la corolla, ghiandolosa, ha un profondo tubo con 5 lobi finali apuntiti. I colori sono lavanda, blu o bianco.
- Androceo: gli stami sono 5 con filamenti liberi, glabri o papillosi e distinti. Le antere sono saldate in un manicotto (o tubo) circondante lo stilo ed hanno in genere hanno una forma sagittata con base arrotondata. Le appendici apicali delle antere non sono ghiandolose. Nell'endotecio sono presenti delle zone più spesse. Il polline normalmente è tricolporato (non "lophato") a forma sferica o schiacciata ai poli.
- Gineceo: lo stilo è filiforme con due stigmi. La base dello stilo è privo di nodi. Gli stigmi sono lunghi e divergenti; sono sottili, pelosi (peli tipo spazzola) e con apice acuto; la superficie stigmatica è interna (vicino alla base). L'ovario è infero uniloculare formato da 2 carpelli. L'ovulo è unico e anatropo.

I frutti sono degli acheni con pappo. La forma dell'achenio è subcilindrica con 4 - 5 coste e superficie pubescente per peli ghiandolosi. Nell'achenio, privo di fitomelanina, sono presenti dei rafidi a sezione subquadrata e idioblasti. Il pericarpo può essere di tipo parenchimatico, altrimenti è indurito (lignificato) radialmente.  Il carpoforo (o carpopodium - il ricettacolo alla base del gineceo) è anulare. I pappi, formati da 4 - 5 corte punte, sono direttamente inseriti nel pericarpo o connati in un anello parenchimatico posto sulla parte apicale dell'achenio.

## Biologia
- Impollinazione: l'impollinazione avviene tramite insetti (impollinazione entomogama tramite farfalle diurne e notturne).
- Riproduzione: la fecondazione avviene fondamentalmente tramite l'impollinazione dei fiori (vedi sopra).
- Dispersione: i semi (gli acheni) cadendo a terra sono successivamente dispersi soprattutto da insetti tipo formiche (disseminazione mirmecoria). In questo tipo di piante può avvenire anche un altro tipo di dispersione: zoocoria. Infatti gli uncini (se presenti) delle brattee dell'involucro si agganciano ai peli degli animali di passaggio disperdendo così anche su lunghe distanze i semi della pianta.

## Distribuzione e habitat
La specie di questa voce si trova principalmente in Africa tropicale (Congo).

## Tassonomia
La famiglia di appartenenza di questa voce (Asteraceae o Compositae, nomen conservandum) probabilmente originaria del Sud America, è la più numerosa del mondo vegetale, comprende oltre 23.000 specie distribuite su 1.535 generi, oppure 22.750 specie e 1.530 generi secondo altre fonti (una delle checklist più aggiornata elenca fino a 1.679 generi). La famiglia attualmente (2021) è divisa in 16 sottofamiglie.

### Filogenesi
Le piante di questo gruppo appartengono alla sottotribù Centrapalinae H. Rob, descritta all'interno della tribù Vernonieae Cass. della sottofamiglia Vernonioideae Lindl.. Questa classificazione è stata ottenuta ultimamente con le analisi del DNA delle varie specie del gruppo. Dagli ultimi studi filogenetici sul DNA la tribù Vernonieae è risultata divisa in due grandi cladi: Muovo Mondo e Vecchio Mondo. Centrapalinae occupa una posizione centrale e appartiene al clade del Vecchio Mondo; in particolare è inclusa nel subclade africano più vicino alle specie tropicali americane.
La sottotribù, e quindi i suoi generi, si distingue per i seguenti caratteri:
- il portamento delle specie di questo gruppo è erbaceo perenne o subarbustivo;
- la pubescenza degli steli è fatta di peli semplici o irregolarmente da peli a forma di "T";
- le appendici delle antere talvolta hanno delle pareti cellulari ispessite;
- gli acheni possono avere fino a 10 coste;

In precedenza la tribù Vernonieae, e quindi la sottotribù del genere di questa specie, era descritta all'interno della sottofamiglia Cichorioideae. Il genere di questa voce è stato anche descritto come appartenente alla sottotribù Erlangeinae H.Rob. (sempre nel gruppo delle Vernonieae).
I caratteri distintivi per questa specie sono i seguenti:
- il pappo è formato da 4 - 5 corte punte;
- i lobi della corolla terminano a punta senza spine.